# Ústav pro studium folkloru
Ústav pro studium folkloru (bosensky/srbochorvatsky Institut za proučavanje folklora) bylo vědecké pracoviště v Sarajevu, které se věnovalo bádání na poli lidové slovesnosti na území Bosny a Hercegoviny.

## Dějiny
Prvotní impuls ke vzniku organizace dalo ministerstvo školství, resp. vláda Lidové republiky Bosny a Hercegoviny, které vydalo nařízení, na jehož základě došlo ke vzniku Ústavu pro studium folkloru jako samostatného oddělení Státního muzea (Muzea Bosny a Hercegoviny). Na základě dalšího rozhodnutí došlo k úplnému osamostatnění této vědecké instituce.
Ústav vznikl 11. října 1946 jako zvláštní oddělení Zemského muzea v Sarajevu, nato se v půli roku 1952 zcela osamostatnil. Organizace se členila do čtyř sekcí: lidová hudba (narodna muzika), společenské tance (društvene igre), lidová poezie (narodna poezija) a lidová próza (narodna proza). Součástí ústavu byla též bohatá odborná knihovna.
Ústav prováděl terénní výzkum v lokalitách Glasinac a Zvijezda u Vareše, v širším okolí sídel Jajce, Neum, Čapljina, Kupres, Imljani, Nemila a Žepa.
Počátkem 50. let 20. století komunistický režim v Jugoslávii přehodnotil svůj kladný vztah k lidové kultuře venkova, v literatuře došlo k odklonu od socialistického realismu, a zaměřil se na údajně progresivnější, městské obyvatelstvo. Rada pro školství, vědu a kulturu Lidové republiky Bosny a Hercegoviny dne 14. června 1958 přijala usnesení, na základě kterého se Ústav pro studium fokloru zrušil, resp. spojil s Oddělením etnologie Zemského muzea v Sarajevu. Oddělení etnologie bylo nově rozděleno na dvě části, Oddělení materiální kultury a Oddělení folkloru.
Zaměstnanci ústavu byli přední znalci v oboru, mezi nimi Cvjetko Rihtman, Jelena Dopuđa, Milica Obradović, Ljuba Simić a Abdulah Škaljić. Později přibyli ještě Vlajko Palavestra (od 1951), Alija Nametak (od 1954), Špiro Kuliš (od 1955) a Miroslava Fulanović-Šošić (od 1957).
Ústav vydával časopis Bilten Instituta za proučavanje folklora (Bulletin Ústavu pro studium folkloru, 1951–1955).

## Ředitelé
- 1946–1955 Cvjetko Rihtman (1902–1989)
- 1955–1958 Špiro Kuliš (0000–0000)